# Reserva de biosfera del Paisaje del Vättern Oriental
La Reserva de la Biosfera de Paisaje del Vättern Oriental (en sueco: Östra Vätterbranterna) es una reserva de biosfera de la UNESCO establecida en Suecia en el 2012. La reserva que abarca 105 520 hectáreas es un claro ejemplo del paisaje en la parte central del sur de Suecia. El paisaje del Vättern Oriental contiene muchas escarpas de fallas paralelas, entre las que destaca un escarpado precipicio orientado hacia el oeste sobre el límite oriental del lago Vättern. Este paisaje escarpado, cortado por muchas pequeñas vías fluviales, está dominado por tierras agrícolas y forestales, con pueblos y asentamientos consistentes en pequeñas granjas y casas individuales. La reserva incluye partes del lago Vättern y otros lagos profundos. La zona núcleo comprende 2120 hectáreas, rodeada de una o varias zonas de amortiguación de 41 800 hectáreas y una o varias zonas de transición de 61 600 hectáreas.

## Características ecológicas
La reserva del Paisaje del Vättern Orientale está situada en el centro de Suecia meridional, con elementos de hábitats que reflejan la región del bosque caducifolio de hoja ancha del sur del país y la región del bosque de coníferas del norte.
La reserva de biosfera contiene varios lagos profundos. De estos, el lago Vättern es el lago de agua fría más grande de Suecia y el quinto más grande de Europa, con una superficie total de 105.520 hectáreas. El lago alberga 31 especies de peces, incluida la gran especie de salmónido Salvelinus umbla, que es también una de las especies simbólicas claves de la reserva de Paisaje del Vättern Oriental. También alberga una gran biodiversidad en una amplia gama de grupos de organismos. Hay varias especies de reliquias glaciares en el lago Vättern, diversos crustáceos y algunas especies de peces (incluyendo el tímalo (Thymallus thymallus) que se han adaptado a la vida lacustre después del último período glacial y el rebote postglacial. También son notables los insectos de las orillas del lago Vättern, que recuerdan más a los ríos del norte de Suecia que a los lagos del sur del país.
En un tramo de solo unos pocos kilómetros hay cuatro zonas de rusticidad diferentes y una amplia biodiversidad. El lago Vättern tiene una clara influencia en el clima local, con primaveras frías, pero otoños largos y suaves. Debido a esto, varias reliquias de calentamiento post-glacial han podido sobrevivir en la región y en las laderas del lago Vättern, que tienen un clima oceánico. Por ejemplo, la única incidencia en toda Escandinavia de la especie simbólica Ena montana, el caracol Bulin, se reproduce en el entorno de los barrancos cercanos al lago. Gisebo y Gränna albergan uno de los mayores distritos de cultivo de frutas del país, lo que no es común en esta latitud y altitud. Debido a la ubicación central de la reserva Paisaje del Vättern Oriental en el tercio sur de Suecia, se encuentran aquí especies tanto orientales como occidentales, así como ambientes de bosques de coníferas típicamente del norte y praderas boscosas propias del sur de Suecia. Desde una perspectiva macro, la reserva de Paisaje del Vättern Oriental puede verse como una gran zona fronteriza que gradualmente pasa de paisajes más abiertos, dominados por la hoja ancha cerca del lago, a paisajes boscosos más densos en las Tierras Altas del Sur de Suecia. Por esta razón, el lirón enano (Muscardinus avellanarius) ha sido nombrado la especie simbólica de estos ambientes.

## Características socioeconómicas
En la segunda mitad del siglo XX, el número de empresas agrícolas en la reserva Paisaje del Vättern Oriental ha disminuido drásticamente. En 1975 había 300 empresas agrícolas en Gränna y Ölmstad. Ese número se ha reducido a la mitad en los últimos treinta años, lo que cambia las condiciones para el desarrollo rural en la zona.
La agricultura y la silvicultura activas son los cimientos de un campo vivo, pero otras producciones tienen una importancia creciente. Muchas propiedades rurales se gestionan a tiempo parcial o en el tiempo libre del propietario, lo que ha limitado los efectos negativos de la reducción de la rentabilidad.
El paisaje de la agricultura en pequeña escala produce muchas materias primas que pueden utilizarse para alimentos, medicinas, material de construcción, combustible y forraje.